# Shoshone (Califòrnia)
Shoshone és una concentració de població designada pel cens dels Estats Units a l'estat de Califòrnia. Segons el cens del 2000 tenia 52 habitants.

## Demografia
Segons el cens del 2000, Shoshone tenia 52 habitants, 26 habitatges, i 17 famílies. La densitat de població era de 0,7 habitants/km².
Dels 26 habitatges en un 15,4% hi vivien nens de menys de 18 anys, en un 53,8% hi vivien parelles casades, en un 11,5% dones solteres, i en un 30,8% no eren unitats familiars. En el 26,9% dels habitatges hi vivien persones soles l'11,5% de les quals corresponia a persones de 65 anys o més que vivien soles. El nombre mitjà de persones vivint en cada habitatge era de 2 i el nombre mitjà de persones que vivien en cada família era de 2,22.
Per edats la població es repartia de la següent manera: un 11,5% tenia menys de 18 anys, un 0% entre 18 i 24, un 21,2% entre 25 i 44, un 28,8% de 45 a 60 i un 38,5% 65 anys o més.
L'edat mediana era de 56 anys. Per cada 100 dones de 18 o més anys hi havia 76,9 homes.
La renda mediana per habitatge era de 66.250 $ i la renda mediana per família de 61.750 $. Els homes tenien una renda mediana de 31.406 $ mentre que les dones 41.500 $. La renda per capita de la població era de 27.051 $. Cap de les famílies i el 4,8% de la població estaven per davall del llindar de pobresa.

## Poblacions més properes
El següent diagrama mostra les poblacions més properes.